# Hadım
Hadım là một huyện thuộc tỉnh Konya, Thổ Nhĩ Kỳ. Huyện có diện tích 771 km² và dân số thời điểm năm 2007 là 16490 người, mật độ 21 người/km².